# Miguel de Guzmán
Miguel de Guzmán Ozámiz (* 12. Januar 1936 in Cartagena; † 14. April 2004 in Madrid) war ein spanischer Mathematiker (Harmonische Analysis) und Mathematikdidaktiker.
Sein Vater war Seemann und starb im Spanischen Bürgerkrieg, so dass die Mutter die fünf Kinder unter schwierigen Bedingungen großzog. De Guzmán studierte nach dem Abitur 1952 zunächst in Bilbao (wohin er mit der Mutter aus Madrid gezogen war), um Ingenieur zu werden, brach dies ab und beabsichtigte Jesuit zu werden, wozu er an deren Hochschulen Geisteswissenschaften zu studieren begann. Er setzte das Studium der Philosophie in München fort mit dem Abschluss 1961 und studierte anschließend Mathematik und Philosophie an der Universität Complutense Madrid mit dem Abschluss 1965. Er wurde 1968 an der University of Chicago bei Alberto Calderón in Mathematik promoviert (Singular Integral Operators with Generalized Homogeneity). Außerdem studierte er dort bei Antoni Zygmund. Ab 1969 war er an der Autonomen Universität Madrid, wo er Professor wurde, und danach Professor an der Universität Complutense. 1971 trennte er sich freundschaftlich von den Jesuiten und heiratete.
Er befasste sich mit singulären Integraloperatoren und Differentiation von Integralen, später mit Stabilität und Kontrolle gewöhnlicher Differentialgleichungen, geometrischer Maßtheorie und Fraktalen und mit Tensegrity. Insbesondere widmete er sich aber der Erneuerung des Mathematikunterrichts an Schule und Universität. Er schrieb Schulbücher und populärwissenschaftliche Bücher zur Mathematik.
1999 gründete er das Projekt ESTALMAT (Estímulo del talento matemático) zur Förderung junger Mathematikertalente. 1996 hatte er den Vorsitz beim International Congress on Mathematical Education in Sevilla. Er war eingeladener Sprecher auf dem  Internationalen Mathematikerkongress 1998 in Berlin (Beitrag mit Bernard R. Hodgson, Aline Robert, Vinicio Villani: Difficulties in the passage from secondary to tertiary education)
Guzmán war ab 1983 Mitglied der Königlich Spanischen Akademie der Wissenschaften. Von 1991 bis 1998 war er Präsident der International Commission on Mathematical Instruction. Er sprach viele Sprachen (Deutsch, Italienisch, Französisch, Englisch, Portugiesisch, Latein und Griechisch) und war Gastwissenschaftler in Rio de Janeiro, Schweden, in Princeton und an der Washington University in St. Louis.
Er war verheiratet und hatte zwei Söhne, einer (Miguel) wurde ein bekannter Architekt.

## Schriften
- Differentiation of Integrals in {\displaystyle {\mathbb {R} }^{n}}, Springer 1975
- Real variable methods in Fourier Analysis, North Holland 1981
- Aventuras matemáticas. Una ventana hacia el caos y otros episodios, Madrid, Ed. Pirámide 2006
- mit Baldomero Rubio: Problemas, conceptos y métodos del análisis matemático, Madrid: Pirámide, 3 Bände, 1990 bis 1993
- mit B. Rubio: Integración : teoría y técnicas, Madrid: Alhambra 1979
- Cuentos con cuentas, Ed. Nivola 2016
- Para pensar mejor. Desarrollo de la creatividad a través de los procesos matemáticos, Ed. Pirámide 2006
- Mirar y ver , Ed. Nivola 2004
- El rincón de la pizarra: Ensayos de visualización en análisis matemático. Elementos básicos del análisis, Ed. Pirámide 2010
- Ecuaciones diferenciales ordinarias.Teoria de estabilidad y control, Madrid: Alhambra 1975
- mit I. Peral, M. Walias: Problemas de ecuaciones diferenciales ordinarias, Madrid: Alhambra 1978
- mit anderen: Estructuras fractales y sus aplicaciones, Barcelona, Labor D.L. 1993
- La experiencia de descubrir en geometría, Ed. Nivola 2002
- Cómo hablar, demostrar y resolver en matemáticas,  Base Universitaria,  Anaya Educación 2004